# Otta Wenskus
Otta Wenskus, née le 29 mai 1955 à Marbourg, est une philologue classique allemande.

## Biographie
Fille de l'historien Reinhard Wenskus, elle a étudié la philologie classique et la linguistique aux universités de Göttingen, Florence et de Lausanne, profitant de bourses d'études diverses. Elle a passé son examen de doctorat en 1982 et son habilitation en 1988. En 1985/86, elle est maître de conférences associé à l'université de Caen et pendant les semestres d'été 1990 et 1992, respectivement professeur suppléant aux universités d'Osnabrück et d'Iéna. Dès 1994, elle est professeur ordinaire de philologie classique à l'université d'Innsbruck.
Ses sujets de recherche sont, entre autres, l'histoire des sciences, notamment de la médecine et de l'astronomie, les langues techniques, le bilinguisme dans l'Antiquité, les études de genre, l'épistolographie latine, et la réception de l'Antiquité classique dans la culture populaire, surtout Star Trek.

## Sélection des œuvres
- (de) Ringkomposition, anaphorisch-rekapitulierende Verbindung und anknüpfende Wiederholung im hippokratischen Corpus, Francfort 1982 (thèse doctorale, Göttingen 1982),  (ISBN 388-3-2339-00).
- (de)Astronomische Zeitangaben von Homer bis Theophrast. Hermes Einzelschriften 55, Stuttgart 1990 (thèse de l'habilitation, Göttingen 1988),  (ISBN 351-5-0553-39).
- (de)Emblematischer Codewechsel und Verwandtes in der lateinischen Prosa. Zwischen Nähesprache und Distanzsprache, Innsbruck 1998,  (ISBN 978-3-8512-4672-8).
- (de)Umwege in die Vergangenheit: Star Trek und die griechisch-römische Antike, Innsbruck 2009,  (ISBN 978-3-7065-4661-4).